# جيف جارنر
جيف جارنر (بالإنجليزية: Jeff Garner)‏ هو مصمم أزياء أمريكي، ولد في 18 أغسطس 1978 في فرانكلين في الولايات المتحدة.